# Morti nel 2006/Settembre
| Questa pagina contiene informazioni ricavate automaticamente dalle voci biografiche con l'ausilio del template Bio e di un bot. L'aggiornamento è periodico e automatico e ricostruisce completamente la pagina. Se manca una persona in questa lista, sei pregato di non aggiungerla, ma accertati piuttosto che la sua voce biografica contenga il template Bio e che i dati anagrafici siano correttamente compilati. Se il template Bio manca, inseriscilo tu stesso o, in alternativa, metti l'avviso {{tmp\|Bio}} che ne segnala la mancanza. Se i dati riportati sono sbagliati, correggi direttamente la voce biografica; le modifiche saranno visibili in questa lista entro pochi giorni. Per chiarimenti vedi il progetto biografie. La lista contiene solo le 156 persone che sono citate nell'enciclopedia e per le quali è stato implementato correttamente il template Bio. Pagina aggiornata al 2 giu 2025. |

- 1º settembre - Pietro Broccini, allenatore di calcio e calciatore italiano (n. 1928)
- 1º settembre - Severino Compagnoni, fondista italiano (n. 1914)
- 1º settembre - Nellie Connally, first lady statunitense (n. 1919)
- 1º settembre - Emerich Coreth, presbitero, teologo e filosofo austriaco (n. 1919)
- 1º settembre - Pietro D'Ambrosio, politico, insegnante e scrittore italiano (n. 1924)
- 1º settembre - Marziano Guglielminetti, critico letterario e storico della letteratura italiano (n. 1937)
- 1º settembre - Raffaello Orsero, imprenditore, dirigente d'azienda e armatore italiano (n. 1937)
- 2 settembre - Bob Mathias, multiplista e politico statunitense (n. 1930)
- 2 settembre - Otakar Nožíř, calciatore cecoslovacco (n. 1917)
- 2 settembre - Dewey Redman, sassofonista statunitense (n. 1931)
- 2 settembre - Willi Ninja, ballerino e coreografo statunitense (n. 1961)
- 2 settembre - Andy Tonkovich, cestista statunitense (n. 1922)
- 3 settembre - Eva Knardahl, pianista norvegese (n. 1927)
- 3 settembre - Leandro Misuriello, bassista italiano (n. 1972)
- 3 settembre - Iller Pattacini, compositore, arrangiatore e direttore d'orchestra italiano (n. 1933)
- 3 settembre - Sandro Rasini, banchiere, bobbista e velista italiano (n. 1918)
- 4 settembre - Alberto Alberti, produttore discografico italiano (n. 1932)
- 4 settembre - Rémy Belvaux, attore, regista e produttore cinematografico belga (n. 1966)
- 4 settembre - John Conte, attore statunitense (n. 1915)
- 4 settembre - Giacinto Facchetti, calciatore e dirigente sportivo italiano (n. 1942)
- 4 settembre - Bernard Galler, matematico e informatico statunitense (n. 1928)
- 4 settembre - Steve Irwin, naturalista, personaggio televisivo e divulgatore scientifico australiano (n. 1962)
- 4 settembre - Khadaffy Janjalani, terrorista e generale filippino (n. 1975)
- 4 settembre - Domenico Pizzichemi, cestista e allenatore di pallacanestro italiano (n. 1940)
- 4 settembre - Gerhard Thyben, militare e aviatore tedesco (n. 1922)
- 4 settembre - Astrid Varnay, soprano svedese (n. 1918)
- 5 settembre - Gamal El-Nazer, pallanuotista egiziano (n. 1930)
- 5 settembre - Gösta Löfgren, calciatore svedese (n. 1923)
- 5 settembre - Ignacio Macaya, hockeista su prato spagnolo (n. 1933)
- 5 settembre - Hilary Mason, attrice britannica (n. 1917)
- 5 settembre - Dario Rizzoni, calciatore italiano (n. 1926)
- 6 settembre - Herbert Bloch, archeologo e storico tedesco (n. 1911)
- 6 settembre - Piero Corradini, orientalista italiano (n. 1933)
- 6 settembre - Giuseppe Giacalone, critico letterario e scrittore italiano (n. 1918)
- 6 settembre - Eugenio Guglielminetti, scenografo, costumista e pittore italiano (n. 1921)
- 6 settembre - Lanfranco Zucalli, politico italiano (n. 1921)
- 7 settembre - Aldo Caron, scultore italiano (n. 1919)
- 7 settembre - Minčo Dimov, cestista bulgaro (n. 1940)
- 7 settembre - Ozell Jones, cestista statunitense (n. 1960)
- 7 settembre - Robert Earl Jones, attore e pugile statunitense (n. 1910)
- 8 settembre - Gino Giardini, critico letterario italiano (n. 1930)
- 8 settembre - S. John Launer, attore statunitense (n. 1919)
- 8 settembre - Corrado Mazzari, pittore italiano (n. 1922)
- 8 settembre - Gianni Solaro, attore italiano (n. 1913)
- 9 settembre - Luisella Beghi, attrice italiana (n. 1921)
- 9 settembre - Héctor Blondet, cestista portoricano (n. 1947)
- 9 settembre - Gérard Brach, sceneggiatore francese (n. 1927)
- 9 settembre - Salvatore Miceli, politico italiano (n. 1921)
- 9 settembre - Herbert Rudley, attore statunitense (n. 1910)
- 10 settembre - Sergio Giordani, regista e giornalista italiano (n. 1929)
- 10 settembre - Arne Hoel, saltatore con gli sci norvegese (n. 1927)
- 10 settembre - Evelino Marcolini, militare italiano (n. 1923)
- 10 settembre - Víctor Pignanelli, calciatore uruguaiano (n. 1932)
- 10 settembre - Ted Risenhoover, politico statunitense (n. 1934)
- 10 settembre - Tāufaʻāhau Tupou IV, re tongano (n. 1918)
- 11 settembre - William Auld, poeta, traduttore e esperantista britannico (n. 1924)
- 11 settembre - Pat Corley, attore statunitense (n. 1930)
- 11 settembre - Solange Fernex, politica e attivista francese (n. 1934)
- 11 settembre - Joachim Fest, storico, giornalista e saggista tedesco (n. 1926)
- 11 settembre - Antonio Forte, vescovo cattolico italiano (n. 1928)
- 11 settembre - Joseph Hayes, drammaturgo e sceneggiatore statunitense (n. 1918)
- 11 settembre - Lidia Storoni Mazzolani, scrittrice, giornalista e storica italiana (n. 1911)
- 11 settembre - Lennart Nelson, sollevatore svedese (n. 1918)
- 11 settembre - Gustavo Pignero, agente segreto e generale italiano (n. 1947)
- 12 settembre - Giovanni Casale, calciatore italiano (n. 1923)
- 13 settembre - Cesare Barbetti, attore, doppiatore e direttore del doppiaggio italiano (n. 1930)
- 13 settembre - Ann Richards, politica statunitense (n. 1933)
- 13 settembre - Peter Tevis, cantante e paroliere statunitense (n. 1937)
- 14 settembre - Silviu Brucan, politico e diplomatico rumeno (n. 1916)
- 14 settembre - Guy André François, militare haitiano
- 14 settembre - Mickey Hargitay, attore, culturista e pattinatore di velocità su ghiaccio ungherese (n. 1926)
- 14 settembre - Innocente Meroi, calciatore italiano (n. 1937)
- 14 settembre - José Antonio Nieves Conde, regista e sceneggiatore spagnolo (n. 1915)
- 14 settembre - Oscar Righetti, calciatore italiano (n. 1948)
- 14 settembre - Alberto Sbacchi, storico italiano (n. 1937)
- 15 settembre - Brunon Bendig, pugile polacco (n. 1938)
- 15 settembre - Orazio Bobbio, attore e regista italiano (n. 1946)
- 15 settembre - Celeste Bortoluzzi, politico italiano (n. 1946)
- 15 settembre - Oriana Fallaci, giornalista e scrittrice italiana (n. 1929)
- 15 settembre - Charles L. Grant, scrittore statunitense (n. 1942)
- 15 settembre - Rob Levin, programmatore statunitense (n. 1955)
- 15 settembre - Pablo Santos, attore messicano (n. 1987)
- 15 settembre - José Luis Saso, allenatore di calcio e calciatore spagnolo (n. 1927)
- 15 settembre - Wolfgang Wahl, attore tedesco (n. 1925)
- 16 settembre - Piero Bertolini, pedagogista italiano (n. 1931)
- 16 settembre - George Estman, pistard sudafricano (n. 1922)
- 16 settembre - Zsuzsa Körmöczy, tennista ungherese (n. 1924)
- 16 settembre - Bruno Lepre, politico italiano (n. 1920)
- 16 settembre - Edi Stöllinger, pilota motociclistico austriaco (n. 1948)
- 16 settembre - Henri Thellin, calciatore belga (n. 1931)
- 16 settembre - Xavier Valls, pittore spagnolo (n. 1923)
- 16 settembre - Fouad el-Mohandes, attore, cantante e conduttore radiofonico egiziano (n. 1924)
- 17 settembre - Hans Berglund, canoista svedese (n. 1918)
- 17 settembre - George Heslop, calciatore inglese (n. 1940)
- 17 settembre - Patricia Kennedy Lawford, socialite e produttrice televisiva statunitense (n. 1924)
- 17 settembre - Aleksej Loktev, attore sovietico (n. 1939)
- 17 settembre - Nate Lubell, schermidore statunitense (n. 1916)
- 17 settembre - Nilton Pereira Mendes, calciatore brasiliano (n. 1976)
- 17 settembre - Edward Re, magistrato statunitense (n. 1920)
- 17 settembre - Leonella Sgorbati, religiosa italiana (n. 1940)
- 17 settembre - Kazuyuki Sogabe, attore e doppiatore giapponese (n. 1948)
- 17 settembre - Nicolas Vogel, attore francese (n. 1925)
- 18 settembre - Aja, attrice pornografica statunitense (n. 1963)
- 18 settembre - Giulio Bonafin, calciatore italiano (n. 1934)
- 18 settembre - Michelangelo Verso, tenore italiano (n. 1920)
- 19 settembre - Elizabeth Allen, attrice statunitense (n. 1929)
- 19 settembre - Fausto Cuocolo, giurista, politico e banchiere italiano (n. 1930)
- 19 settembre - Danny Flores, sassofonista e compositore statunitense (n. 1929)
- 19 settembre - Vico Magistretti, progettista, architetto e urbanista italiano (n. 1920)
- 19 settembre - Manuel Mindán Manero, filosofo e presbitero spagnolo (n. 1902)
- 19 settembre - Marv Schatzman, cestista statunitense (n. 1927)
- 19 settembre - Roy Schuiten, ciclista su strada, pistard e dirigente sportivo olandese (n. 1950)
- 20 settembre - Galina Barinova, violinista e insegnante sovietica (n. 1910)
- 20 settembre - Lucio Gambi, geografo italiano (n. 1920)
- 20 settembre - Sven Nykvist, direttore della fotografia svedese (n. 1922)
- 21 settembre - Nello Bellei, driver italiano (n. 1930)
- 21 settembre - Boz Burrell, cantante e polistrumentista britannico (n. 1946)
- 21 settembre - Alan Fletcher, designer inglese (n. 1931)
- 21 settembre - Alfred Mann, musicologo tedesco (n. 1917)
- 22 settembre - Edward Albert, attore statunitense (n. 1951)
- 22 settembre - George Avery, triplista australiano (n. 1925)
- 22 settembre - Bao Fang, attore e regista hongkonghese (n. 1922)
- 22 settembre - Carla de Liefde, cestista olandese (n. 1950)
- 22 settembre - Federica Paccosi, attrice, modella e showgirl italiana (n. 1961)
- 22 settembre - Tetsurō Tamba, attore giapponese (n. 1922)
- 23 settembre - Malcolm Arnold, compositore, direttore d'orchestra e trombettista inglese (n. 1921)
- 23 settembre - Etta Baker, cantante e chitarrista statunitense (n. 1913)
- 23 settembre - Yavuz Demir, cestista turco (n. 1941)
- 23 settembre - Joseph Marie Nguyễn Quang Tuyến, vescovo cattolico vietnamita (n. 1945)
- 23 settembre - Tim Rooney, attore statunitense (n. 1947)
- 23 settembre - Celestin Tomić, biblista croato (n. 1917)
- 24 settembre - Vladimir Zacharovič Dovgan', regista sovietico (n. 1929)
- 24 settembre - Adolphe Hug, calciatore svizzero (n. 1923)
- 24 settembre - Franco Mancini, calciatore e allenatore di calcio italiano (n. 1948)
- 24 settembre - Pietro Fortunato Muraro, generale italiano (n. 1928)
- 24 settembre - Padmini, attrice indiana (n. 1932)
- 24 settembre - Carlo Sciarrelli, progettista italiano (n. 1934)
- 24 settembre - Henry Townsend, musicista statunitense (n. 1909)
- 25 settembre - Safia Amajan, insegnante e attivista afghana (n. 1941)
- 25 settembre - Sof'ja Muratova, ginnasta sovietica (n. 1929)
- 26 settembre - André Claisse, politico francese (n. 1918)
- 26 settembre - Mihály Fülöp, schermidore ungherese (n. 1936)
- 26 settembre - Giorgio Paradisi, mafioso italiano (n. 1948)
- 26 settembre - Iva Toguri D'Aquino, conduttrice radiofonica statunitense (n. 1916)
- 27 settembre - Giuseppe Bennati, regista e sceneggiatore italiano (n. 1921)
- 27 settembre - Bruni Löbel, attrice tedesca (n. 1920)
- 28 settembre - Arnaldo Balay, calciatore argentino (n. 1928)
- 28 settembre - Jan Werner Danielsen, cantante norvegese (n. 1976)
- 28 settembre - Thor Moxnes, calciatore norvegese (n. 1924)
- 29 settembre - Gian Butturini, fotoreporter e regista italiano (n. 1935)
- 29 settembre - Gerry Gazzard, calciatore inglese (n. 1925)
- 29 settembre - Michael Monsoor, militare statunitense (n. 1981)
- 29 settembre - Cataldo Naro, arcivescovo cattolico italiano (n. 1951)
- 29 settembre - Louis-Albert Vachon, cardinale e arcivescovo cattolico canadese (n. 1912)
- 30 settembre - Isabel Bigley, attrice teatrale e cantante statunitense (n. 1926)
- 30 settembre - André Schwarz-Bart, scrittore francese (n. 1928)